# ارنست اشتویاسپال
ارنست اشتویاسپال (آلمانی: Ernst Stojaspal; ۱۴ ژانویهٔ ۱۹۲۵ – ۳ آوریل ۲۰۰۲) بازیکن فوتبال اهل اتریش بود.
از باشگاه‌هایی که در آن بازی کرده‌است می‌توان به باشگاه فوتبال متس، باشگاه فوتبال تروا، باشگاه فوتبال آستریا وین، باشگاه فوتبال استراسبورگ، و باشگاه فوتبال آاس موناکو اشاره کرد.
وی همچنین در تیم ملی فوتبال اتریش بازی کرده‌است.